# Jack Aeby
Pour les articles homonymes, voir Aeby.
Jack W. Aeby (né le 16 août 1923 et mort le 19 juin 2015) est un ingénieur célèbre pour avoir pris la seule photographie couleur convenablement exposée de Trinity, la première explosion nucléaire, le 16 juillet 1945, à White Sands, au Nouveau-Mexique (États-Unis).

## Biographie

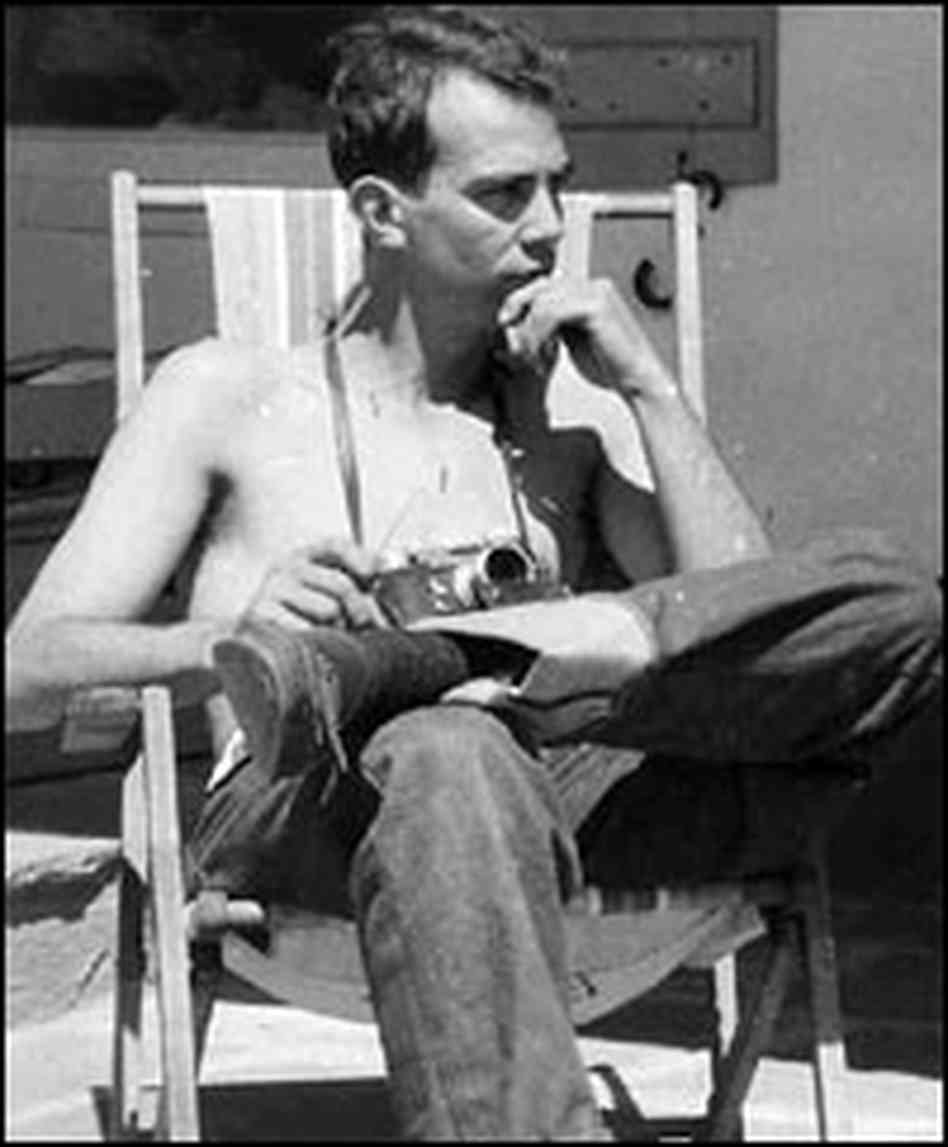
Jack Aeby (1944), avec son appareil-photo Perfex 33 qui a capté l'explosion nucléaire.

Jack W. Aeby est né le 16 août 1923 à Mount Vernon dans le Missouri aux États-Unis.
En 1942, il rejoint le projet Manhattan au Laboratoire national de Los Alamos en tant que civil affecté au groupe 5 de physique avec Emilio Segrè et Owen Chamberlain. Aeby n'était pas un observateur officiel sur le site de test, mais a été invité à prendre des photos informelles de son travail, ce qu'il avait couramment fait depuis son arrivée à Los Alamos. Le 16 juillet 1945, Aeby prend la seule photographie couleur bien exposée de Trinity, la première explosion nucléaire. Alors que des films en couleur du test Trinity ont été réalisés, la plupart ont été gravement surexposés ou endommagés en raison de la tendance de la boule de feu à cloquer et à solariser le film.
Aeby a 5 enfants avec sa femme Jeanne. Il meurt le 19 juin 2015 chez lui à Española au Nouveau-Mexique.

## Histoire de la photo

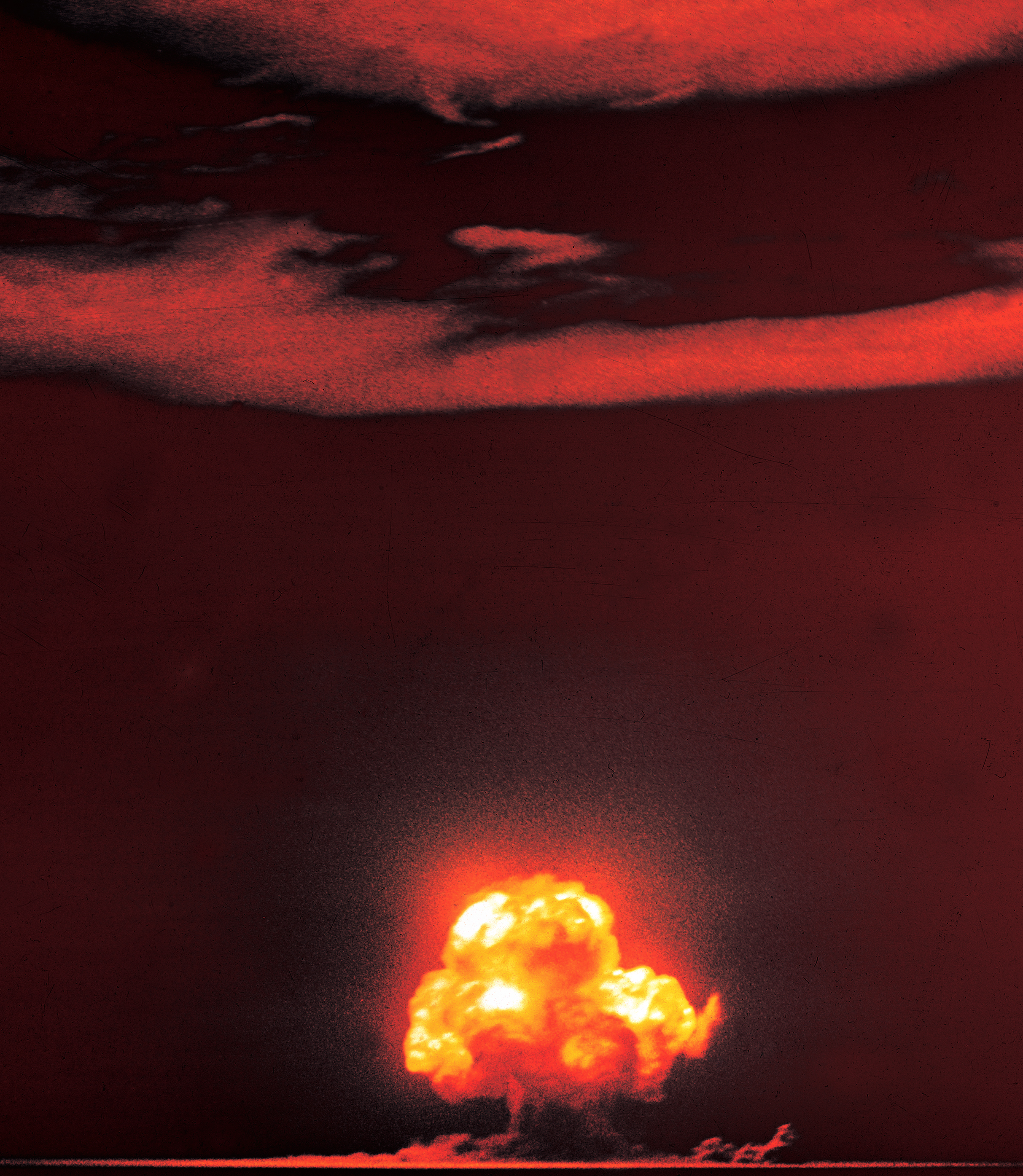
Partie centrale de la photographie en couleur prise par Jack Aeby.

Bien que de nombreuses images aient été tirées de films en couleur du projet top secret Trinity, la plupart ont été sérieusement surexposées ou endommagées en raison de la boule de feu qui s'est formée et qui a eu tendance à solariser le film. Jack Aeby était, à l'époque, un civil et travaillait aux côtés d'Emilio Segrè. La photographie a été prise en amateur, en posant l'appareil sur une chaise renversée pour servir de trépied ; sur les trois photos qu'il a prises alors, une seule s'est avérée, par chance, utilisable, comme l'avoue lui-même Jack Aeby.